# Locksjön, Hälsingland
Locksjön är en sjö i Bollnäs kommun i Hälsingland och ingår i Testeboåns huvudavrinningsområde. Sjön har en area på 0,455 kvadratkilometer och ligger 310,2 meter över havet.

## Delavrinningsområde
Locksjön ingår i det delavrinningsområde (677632-152721) som SMHI kallar för Mynnar i Fansen. Medelhöjden är 322 meter över havet och ytan är 4,65 kvadratkilometer. Det finns inga avrinningsområden uppströms utan avrinningsområdet är högsta punkten. Vattendraget som avvattnar avrinningsområdet har biflödesordning 2, vilket innebär att vattnet flödar genom totalt 2 vattendrag innan det når havet efter 91 kilometer. Avrinningsområdet består mestadels av skog (74 procent). Avrinningsområdet har 0,45 kvadratkilometer vattenytor vilket ger det en sjöprocent på 9,7 procent.